# Franciszek Solnicki
Franciszek Solnicki (ur. 1757 zm. 1816 w Kielcach) – burmistrz kielecki.  
Pochodził ze znanej rodziny kieleckiej Solniców vel Solnickich i był jednym z siedmiu dzieci kupca winnego Antoniego Solnicy i Marianny z Komorowskich – burmistrz kielecki w latach zaboru austriackiego 1801-1809, a wcześniej podskarbi miejski. Jego rodzina posiadała szereg posiadłości na terenie miasta Kielce,  a on sam był wymieniany jako jeden z zamożniejszych mieszczan.